# Даровица (приток Черняницы)
Даровица, Доровица — река в России, протекает в Котельничском районе Кировской области. Устье реки находится в 23 км по левому берегу реки Черняница. Длина реки составляет 11 км.
Исток реки западнее деревни Роминская в 12 км к юго-западу от Котельнича. Река течёт на северо-восток, протекает деревни Шумиленки, Восток, Даровица. Впадает в Черняницу у деревни Зайцевы (Зайцевское сельское поселение).

## Данные водного реестра
По данным государственного водного реестра России относится к Камскому бассейновому округу, водохозяйственный участок реки — Вятка от города Киров до города Котельнич, речной подбассейн реки — Вятка. Речной бассейн реки — Кама.
Код объекта в государственном водном реестре — 10010300312111100036048.